# Leśny Rów
Leśny Rów (niem. Ivenhof) – wieś w Polsce, położona w województwie warmińsko-mazurskim, w powiecie kętrzyńskim, w gminie Srokowo.
| SIMC    | Nazwa      | Rodzaj     |
| ------- | ---------- | ---------- |
| 0488473 | Lesieniec  | części wsi |
| 0488480 | Pyszki     | części wsi |
| 0488496 | Rybakowo   | części wsi |
| 0488504 | Złote Pole | części wsi |

W latach 1975–1998 miejscowość administracyjnie należała do województwa olsztyńskiego.
W latach 1965–1973 mieszkańcem tej wsi był późniejszy biskup Cyryl Klimowicz – ordynariusz diecezji św. Józefa z siedzibą w Irkucku, od 17 kwietnia 2003. Rodzina Klimowiczów wcześniej mieszkała w Skandławkach.